# Brooke Dolan II
Brooke Dolan II (12 octobre 1908 à Philadelphie - 19 août 1945 à Chongqing) est un aventurier américain et naturaliste dans les années 1930 et 1940. Soldat pendant la Seconde Guerre mondiale, il atteint le grade de lieutenant.
Son père, Brooke Dolan, est un riche industriel américain de Philadelphie. Pendant la Seconde Guerre mondiale, il est lieutenant.

## Biographie

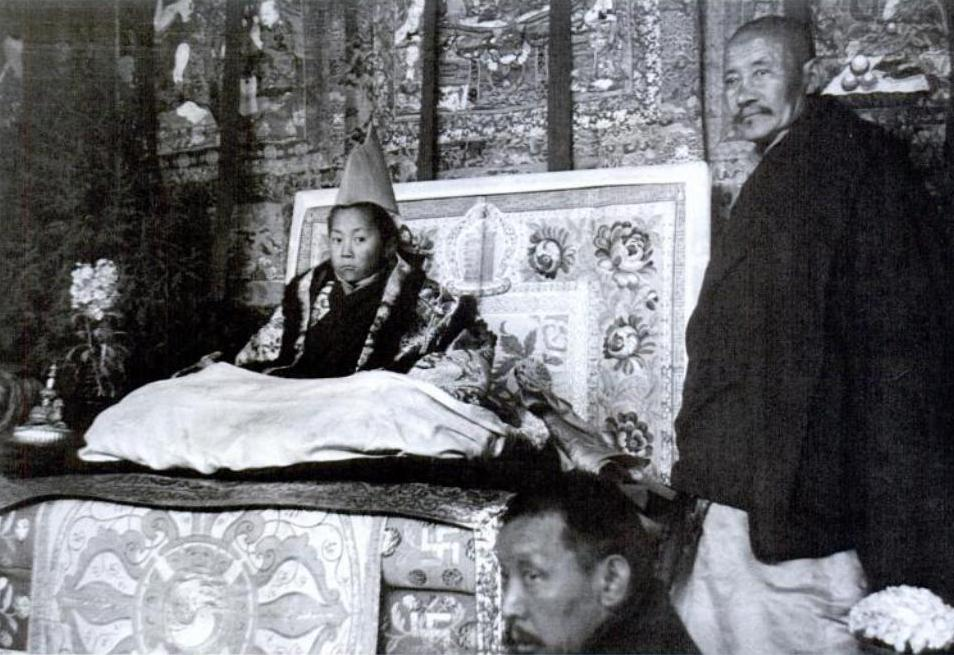
Le dalaï-lama recevant Brooke Dolan et Ilia Tolstoï le 20 décembre 1942 au Potala.

Brooke Dolan II est associé à l’Académie des Sciences Naturelles de Philadelphie. Il mène deux expéditions en Chine et au Tibet oriental en 1931 et entre 1934 et 1935.
La première expédition inclut Ernst Schäfer, un zoologiste allemand, Gordon Bowles, Otto Gneiser, et Hugo Weigold.
La seconde comprend Schäfer et Marion Duncan, une missionnaire américaine.
Il épouse Emilie Gerhard, qui l’a accompagné en partie lors du deuxième voyage.
Durant l'été 1942, il est envoyé, avec Ilya Andreyevich Tolstoy, au Tibet, comme agent de l’Office of Strategic Services (OSS), l'ancêtre de la CIA, avec pour mission principale la recherche de voies de communication entre l'Inde et les provinces chinoises du Yunnan et du Sichuan pour compenser la perte de la route de Birmanie, coupée par les Japonais. Ils ont pour mission annexe de se faire des amis haut placés dans une région du monde destinée, selon William Joseph Donovan, le directeur de l'OSS, à devenir très importante sur le plan stratégique.
Le 20 décembre 1942, ils sont reçus en audience par le jeune dalaï-lama, Tenzin Gyatso, et son régent Ngawang Sungrab Thutob à Lhassa au Potala, et contactent le gouvernement tibétain.
Selon Hugh Deane  (d) , lorsqu'ils font leur rapport à l'ambassade américaine à Chongqing, ils font savoir qu'ils sont acquis à la cause de l'indépendance tibétaine, ce qui amène le ministère des Affaires étrangères de la république de Chine à protester.
Tolstoy et Dolan sont considérés comme étant allés au-delà de leur autorité en faisant croire au gouvernement tibétain que les États-Unis avaient donné une reconnaissance politique internationale au Tibet.

## Publications
- Road to the Edge of the World, Frontiers, October 1936, pages 5-9
- Road to the Edge of the World, Proceedings of the Academy of Natural Sciences (Philadelphia), 1937
- Across Tibet: excerpts from the journals of Captain Brooke Dolan 1942–43. 1980, Frontiers 2:2–45.